# NGC 5365A
NGC 5365A is een balkspiraalstelsel in het sterrenbeeld Centaur. Het hemelobject werd op 15 maart 1836 ontdekt door de Britse astronoom John Herschel.

## Synoniemen
- ESO 271-6
- MCG -7-29-1
- PGC 49593
- IRAS 13535-4345
- PGC 49586